# Неч, Юлиан
Юлиан Неч (пол. Julian Niecz) (13 октября 1908, Жешув, Польша — 1939) — польский историк, исследователь Волыни.

## Биография
Юлиан Неч родился 13 октября 1908 года в г. Жешуве (Польша). В 1926 г. после учебы в гимназии он поступил в Ягеллонский университет (Краков), где изучал историю и право.
3 июля 1937 года жил и работал в Луцк, возглавлял публичную библиотеку, занимался научной деятельностью. Ю. Неч сделал весомый вклад в организацию (1935 г.) Волынского общества приятелей наук (ВТПН), впоследствии стал его научным секретарем и руководителем гуманитарной комиссии и научных учреждений общества, к которому были присоединены Публичная библиотека и Волынский музей.
В 1935-1939 годах написал большое количество научных статей, посвященных истории Волыни:
- «Типография монастыря отцов василианов в Почаеве» («Просм. библиот. Т. 9, 1935»);
- «Типографии на Волыни» («Ориенс», 1936);
- «Отдел рукописей в библиотеке ВТПН в Луцке» («Архейон» т. 14, 1936).

Печатался во многих журналах, таких как «Волынь», «Земля Волынская», «Рочник Волынский», «Знич», других изданиях. К изданию «Книга памяти Юзефа Игнац Крашевского» (Луцк, 1939) написал статью «Юзеф Крашевский — исследователь прошлого Волыни».
Научное наследие Юлиана Нєча с исследования истории Волыни является весомым и требует дальнейшего изучения историками, краеведами.

## Работы
- «Типография монастыря отцов василианов в Почаеве» («Просм. библиот. Т. 9, 1935»);
- «Типографии на Волыни» («Ориенс», 1936);
- «Отдел рукописей в библиотеке ВТПН в Луцке» («Архейон» т. 14, 1936).
- «Книга памяти Юзефа Игнац Крашевского» (Луцк, 1939)